# Ambrì
Ambrì is een dorp in de gemeente Quinto dat deel uitmaakt van het district Leventina in het Zwitserse kanton Ticino. 